# 剣豪 (元気のゲームソフト)
『剣豪』（けんごう）とは、元気が発売した成長型純和風剣術アクションゲーム。およびそのシリーズの総称。

## 概要
舞台は江戸時代。様々な年代の剣豪が登場する。
ゲーム開始時に主人公となる剣豪を作成。道場での修業、野試合、有名剣豪とのイベントなどをこなしながら主人公を鍛えていく。基本的な目標は将軍の御前試合で優勝することだが、ゲームに終わりはなく延々と続けることが出来る。ただし3では、シナリオやゲーム展開によっては本編プレイ中にある時点でセーブしてしまうと、その後にとれる行動が制限されてしまう場合もあるので注意が必要である。
ゲーム開始直後、主人公は道場に入門して間もない状態。師範との手合わせでも、ろくに攻めることが出来ない。プレイヤーは何日も修行を重ね、主人公の能力を高める必要がある。道場の門弟たちと対戦して検定の目録をこなして技を習得していく。各道場で習得できる技には特徴がある。その特徴を組み合わせながら独自の連続技を作ることもシリーズの醍醐味とされている。育成は同じことの繰り返しになりやすく、作業的で飽きやすいとの批判もある。しかし、シリーズを重ねるごとに技や刀、服の収集やシナリオの分岐などのやり込み要素が充実し、改善されてきている。

## 剣豪シリーズ
レーティングは全てCERO：C（15才以上対象）。

### メイン作品
剣豪 （2000/12/14、PlayStation 2）

2002/8/1に『剣豪 PlayStation 2 the Best』として低価格化
2014/4/16にゲームアーカイブス用ソフトとして配信開始（PS3のみ）。
剣豪2 （2002/6/27、PlayStation 2）
2003/7/10に『剣豪2 PlayStation 2 the Best』として低価格化
2014/10/15にゲームアーカイブス用ソフトとして配信開始（PS3のみ）。
剣豪3 （2004/9/22、PlayStation 2）
2005/11/3に『剣豪3 PlayStation 2 the Best』として低価格化
2015/11/18にゲームアーカイブス用ソフトとして配信開始（PS3のみ）。
剣豪ZERO （2006/9/7、Xbox 360）

### 関連作品
- 剣豪i（携帯電話専用アプリ i-mode）
- 剣豪（携帯電話専用アプリ Yahoo!ケータイ）
- 和風RPG-剣豪-（携帯電話専用アプリ EZweb）

## 戦闘のシステム
『1』には「気」の概念が導入されている。気の大小が戦いを左右することになる。気は様々な要因によって増減する。気が高まっている状態では攻撃力も強くなり、気が最高点まで達すると奥義を繰り出すことができる。逆に気が底をついた状態では、攻撃は従来の威力を発揮せず、攻撃速度も遅くなる。気力は相手に攻撃が当たったり攻撃の受け流しに成功すると上昇する。逆に攻撃がかわされたり、相手に攻撃を受け流されると気力も低下する。
『2』以降の戦闘は攻、待、懸を駆使したジャンケンの様なシステム。
- 攻は普通の攻め技で、懸に強く待に弱い。
- 待は攻撃を捌く技で、攻に強く懸に弱い。
- 懸は構えを崩す技で、待に強く攻に弱い。

という3すくみが基本となる。他に「太刀筋」と「構え」が数種あり、「待」の技は対応する太刀筋の「攻」「懸」の技は対応する構えにのみ発動できる。
ボタン一つで技が出せるため難しいコマンドは必要ない。しかし、真剣勝負は一撃で致命傷になることが多く、お互いの動きの読み合いになるため、一瞬の判断が勝負を決めるという非常に緊張感のある試合が楽しめる。ゲーム画面は格闘ゲームのように画面上部にゲージが表示されており、これがなくなると死亡（ゲームオーバー）となる。
『2』では、突きを含む9つの太刀筋と、防御を含む9つの構えがある。シビアなタイミングながら特定の太刀筋の攻に対して返し技を放つ攻や、相手の攻を弾く事ができる防御混じりの攻、相手の防御を弾く事が出来る懸混じりの攻、相手の攻に対して通常の攻のように発動できる懸（相手の動作は止まらず、待で反撃される場合もある）、といった特殊な技が多数ある。太刀筋や構え、先の先を読まなければ使いにくい重々しく大味な攻技、特殊な技等の多様さから、戦略性の面で非常に奥深いものになっている。しかし多様である為に、それらをある程度把握して使用するという事に少なからず慣れと熟練が必要で、「間口が狭い」「複雑である」といった印象を与える事がある。
『3』では、相手の攻撃をほんの少し回避（かわしきれない場合が多い）したり、相手の待や懸の技から抜け出す「躱（かわし）」「組がわし」が追加されている。しかし、太刀筋や構えの種類は半分以下に削減され、『2』のような難易度の高い特殊な技もほとんど無くなっている。全体的な簡略化やグラフィック、モーションの変更等に伴い戦略性は薄くなったものの、戦闘のシステムの全体像が把握しやすくなっている。重々しい挙動の技は少なくなっているが、代わりに派手な動作や変則的な動作を伴う技が増えており、『2』に比べて間口が広くなっているといえる。
このシステムは、同社発売の『風雲 新撰組』『風雲 幕末伝』『任侠伝』にも受け継がれている。
『ZERO』では、鍔迫り走りや気力を皆無にすることで一撃必殺ができる“特殺”技が追加されている。

## その他のシステム

### キャラクターメイキング
『1』ではタイプ別（平均型、パワー型、スピード型）に用意された3種類の規定キャラクターを選ぶしかなかったが、データ容量を増した『2』では名前に加えて登録条件を満たしたキャラクターのヘッドパーツとボディパーツの組み合わせを任意で変更できるようになり、その組み合わせ次第でゲーム開始時の基礎パラメータに増減値が割り振られるといった具合で幾分かキャラクターメイキングの様相を成した。しかし、データ処理の仕様上で組み合わせ可能なヘッドパーツとボディパーツにはグループ化が採用されており、例えば剣豪グループに属するヘッドパーツでは剣士および剣客グループに属するボディパーツは選択できない。
『3』でもゲーム開始当初こそそれほど変わらないが、金銭の概念導入による店舗の出現により衣装の選択肢が格段に増えた他、それらを買い集める事で時々の好みに応じた着替えが可能になった。さらに、金銭を稼ぐ仕事を斡旋する口入屋が紹介する依頼のうち、破格の給金の代わりに悪声（悪い評判）が増える「裏の仕事」を引き受ける際に顔を隠す面や笠（素性がわからないため悪声は増えないが評判も増えず、ある程度のダメージを負うと破損する）といったアクセサリーも追加され、装飾の自由度が飛躍的に増した。
ところが、『ZERO』では『1』同様に規定キャラクターしか選べなくなった上にキャラクターメイキングそのものが完全除外され、後述の刀集めも含めて自由度の高い『2』『3』に慣れ親しんだ既存プレイヤーの不評を買った。

### 刀集め
『1』『2』『3』の3作品では著名な刀剣を収集する「刀集め」があり、単調になりがちなゲームをやり込む楽しみの1つとなっていた。
しかし、この刀集めを本格化させた『2』ではトゥルーエンディングを迎える重要なイベントフラグに位置付けられた上、銘刀の最上級「大業物」のうち市中に出回らない数振を入手するためには所有者である超一級の剣豪を真剣勝負で殺害しなければならず、乏しいヒントを手掛かりに邂逅→手合わせ→真剣勝負までの一連を終える手間が煩雑極まりない。そして、そもそもプレイヤーが最初から所有する黒一色の地味な「無銘」、名前と拵だけは銘刀で実質的な中身は無銘の「なまくら」以外は刃を合わせる度に劣化（各刀剣の割り当てステータスが減少）するにもかかわらず修繕・修復手段が存在しないという致命的な欠点を抱えていたため、プレイヤーは時々に応じて銘刀と無銘をいちいち差し替える、刃を合わせないように居合に頼る、敢えてなまくらを帯びて気分だけ楽しむといった無用の苦労を強いられる羽目になった。
この問題を踏まえた『3』では銘刀に耐久値を設定し、特定の街にのみ存在する刀鍛冶を訪ねて相応の日数と料金を費やす事で劣化した刀を元通りに回復出来る救済措置が施されたものの、『ZERO』で刀集めそのものがゲームシステムから除外された結果、多くのオールドユーザーの不評を買ってシリーズ凋落を招く要因の1つとなった。

## 主な登場人物
注意 : 本項の文章ではゲーム中での設定を記す（基本的にはシリーズ最新作の設定）。実在の人物に関する記述は史実と異なる場合があるため注意。

### 有名剣豪
宮本武蔵（登場シリーズ：『2』『3』『ZERO』）
二天一流の開祖。『2』では御前試合優勝後、『3』では最強の剣豪編のラストに戦う。『2』以降のシリーズの看板役。
佐々木小次郎（登場シリーズ：『2』『3』『ZERO』）
巌流の開祖。「物干し竿」で有名な大太刀 (大太刀の中では小振り) を遣う。『2』ではリアルな長さ加減となっている。『2』では巌流島の決闘後、『3』では決闘前に主人公と出会う。
念阿弥慈恩（登場シリーズ：『1』『ZERO』）
念流の開祖。『1』ではなぜか女性で御前試合に登場する。
移香斎（登場シリーズ：『1』）
陰流の開祖。『1』で座禅を組む寺の和尚として登場する。条件を満たすと使用できる。
上泉信綱（登場シリーズ：『1』）
新陰流の開祖。『1』の御前試合に登場する。
柳生宗矩（登場シリーズ：『3』）
柳生新陰流の剣豪。十兵衛の父、兵庫助の叔父。将軍家指南役の一人。
柳生十兵衛（登場シリーズ：『2』『3』『ZERO』）
柳生新陰流の剣豪。父宗矩との間に深い確執がある。兵庫助の従兄弟。
柳生兵庫助（登場シリーズ：『2』『3』）
柳生新陰流の剣豪。十兵衛と宗矩の不仲に頭を悩ませている。
荒木又右衛門（登場シリーズ：『2』『3』）
柳生新陰流の剣豪。彼と出会い、主人公は鍵屋の辻の決闘に巻き込まれる。
樋口定次（登場シリーズ：『2』『3』）
馬庭念流の開祖。樋口道場主。
堀部安兵衛（登場シリーズ：『2』『3』『ZERO』）
馬庭念流の剣豪。彼と出会い、主人公は赤穂事件に立ち会うことになる。実は『1』の主人公の一人である中山武庸は彼の別名である。
師岡一羽（登場シリーズ：『2』）
一羽流の開祖。
半澤成恒（登場シリーズ：『2』）
立身流の剣豪。立身流道場の宗家。
逸見宗助（登場シリーズ：『2』）
立身流の剣豪。立身流道場で出会う。
加藤久（登場シリーズ：『2』）
立身流の剣豪。立身流道場で出会う。
松林左馬助（登場シリーズ：『3』）
夢想願流の開祖。松林道場主。
辻月丹（登場シリーズ：『2』『3』）
無外流の開祖。辻道場主。
東郷重位（登場シリーズ：『2』『3』）
示現流の開祖。東郷道場主。
大石進（登場シリーズ：『2』『3』）
大石神影流の開祖。修行のため江戸に行き、道場破りをしている。
伊藤一刀斎（登場シリーズ：『2』『3』『ZERO』）
一刀流の開祖。主人公は御子神典膳と共に一刀斎に弟子入りする。
小野忠明（登場シリーズ：『2』『3』）
小野派一刀流の開祖。旧名、御子神典膳。将軍家指南役の一人。小野派一刀流道場主。
小野忠常（登場シリーズ：『2』）
小野派一刀流の剣豪。小野忠明の息子。小野派一刀流道場で出会う。
古藤田俊直（登場シリーズ：『2』）
古藤田一刀流の開祖。小野派一刀流道場で出会う。
高柳又四郎（登場シリーズ：『2』『3』）
中西派一刀流の剣豪。音無しの剣と称される。
千葉周作（登場シリーズ：『2』『3』）
北辰一刀流の開祖。江戸三大道場の一つ、千葉道場師範。技の千葉。
斎藤弥九郎（登場シリーズ：『2』『3』）
神道無念流の剣豪。江戸三大道場の一つ、斎藤道場（2では神道無念流道場）師範。力の斎藤。
斎藤歓之助（登場シリーズ：『2』）
神道無念流の剣豪。神道無念流道場で出会う。
仏生寺弥助（登場シリーズ：『2』）
神道無念流の剣豪。神道無念流道場で出会う。
桃井春蔵（登場シリーズ：『3』）
鏡心明智流の剣豪。江戸三大道場の一つ、桃井道場師範。位の桃井。
吉岡清十郎（登場シリーズ：『1』『3』）
吉岡流の剣豪。本名、吉岡直綱。吉岡道場の道場主。
吉岡伝七郎（登場シリーズ：『3』）
吉岡流の剣豪。主人公を目の敵にする。
清川八郎（登場シリーズ：『3』）
北辰一刀流の剣客。新選組の前身となる浪士組を結成。
芹沢鴨（登場シリーズ：『3』）
神道無念流の剣客。新選組筆頭局長。
近藤勇（登場シリーズ：『2』『3』）
天然理心流の宗家。新選組局長。
土方歳三（登場シリーズ：『3』）
天然理心流の剣客。新選組副長。
沖田総司（登場シリーズ：『3』『ZERO』）
天然理心流の剣客。新選組一番隊組長。
永倉新八（登場シリーズ：『3』）
神道無念流の剣客。新選組二番隊組長。
坂本龍馬（登場シリーズ：『2』『3』『ZERO』）
北辰一刀流の剣客。千葉道場で主人公と出会う。
桂小五郎（登場シリーズ：『3』）
神道無念流の剣客。斎藤道場で主人公と出会う。維新の三傑の一人。
武市半平太（登場シリーズ：『3』）
鏡心明智流の剣客。桃井道場で主人公と出会う。
岡田以蔵（登場シリーズ：『2』『3』『ZERO』）
鏡心明智流の剣客。武市半平太に師事する。
中村半次郎（登場シリーズ：『3』）
示現流の剣客。薩摩で主人公と出会う。
河上彦斎（登場シリーズ：『3』）
我流の剣客。全ての剣豪を倒すと遭遇する。
宝蔵院胤舜（登場シリーズ：『3』）
宝蔵院流槍術の遣い手。宝蔵院の院主。
宍戸某（登場シリーズ：『3』）
鎖鎌の遣い手。宍戸某との戦いを巡り主人公は苦悩することになる。
勝海舟（登場シリーズ：『3』）
直心影流の剣客。龍馬のイベントなどで登場。
沢庵宗彭（登場シリーズ：『2』『3』）
東海寺に登場。武蔵と主人公の架け橋となる。『3』のみ使用可能。槍を使う。
西郷隆盛（登場シリーズ：『3』）
薩摩の豪傑編で主人公と出会う。維新の三傑の一人。
幾松（登場シリーズ：『3』）
桂の恋人。プレイヤーが使用する際には剣を使う。なぜか剣の腕は超一流。
千葉佐那子（登場シリーズ：『ZERO』）
坂本龍馬の婚約者。本編では病的なまでのストーカーぶりなキャラ設定。

### その他
口入れ屋（登場シリーズ：『2』『3』）
本編では主人公に仕事を紹介してくれる。2のみ使用可能。
町娘（登場シリーズ：『2』『3』）
本編では度々さらわれ、主人公が仕事で助けることになる。2のみ使用可能。
鍛冶屋（登場シリーズ：『3』）
本編では刀を鍛えてくれたり、条件を満たすと敵として登場する。鍛冶道具二刀流で戦う。

## 御前試合
シリーズを通してクリア目標の1つとなっている。
『ZERO』ではAIキャラを使ったユーザー対戦が可能になっている。本編でのプレイがAIキャラの思考となるのが画期的なシステム。相手がオフラインでもネット対戦が可能。